# 阿爾文·J·德格羅
阿爾文·J·德格羅（英語：Alvin J. DeGrow；1926年6月1日—2016年6月2日），是美國的共和黨政治人物，前密歇根州參議院代表一部分拇指部的議員。

## 生平
德格羅在密歇根州貝親出生，1944年在貝親高中畢業，然後在第二次世界大戰在美國海軍服役，於亞洲-太平洋戰區作戰。戰後他回到密歇根州，1946年和朱迪斯·海斯（Judith Haist）結婚，5年後（1951年）成為貝親地區本富蘭克林商店的擁有者和經營者。
他曾是貝親的扶輪社社長和國際扶輪地區總監，其後當選為三縣社區學院委員會開始步入政壇。1968年，德格羅在一場特別選舉中以共和黨黨籍當選為密歇根州參議院第二十八選區參議員，也在1970年贏得整個任期，並任職到1982年。在議會期間，他被認可為為複雜問題尋求妥協和開發解決方案的議員，因此在退出議會後與兩名參議院同事成立了一家遊說公司，1989年退休。
他離開參議院時的議席給他的亲戚丹·德格羅繼承。到2016年6月2日，德格羅逝世。